# Турніри WTA Premier
Прем'єрна категорія турнірів WTA (англ. WTA Premier tournaments) — категорія тенісних турнірів Жіночої тенісної асоціації (WTA), яка була запроваджена 2009 року і функціонувала до 2020 року.  Складалася з 20-21 турнірів, які до сезону 2009 належали до категорій Рівень I та Рівень II.
До прем'єрної категорії належали:
- 4 обов'язкові турніри (спільно з чоловіками) з призовим фондом  $8,761,725 доларів в Індіан-Веллс, Маямі, Мадриді та Пекіні
- 5 турнірів "Premier 5" з призовим фондом понад $2,830,000 доларів у Досі, Торонто / Монреалі, Цинциннаті, Римі й Ухані.
- 12 турнірів "Premier" з призовим фондом 782,900 — 2,643,670 доларів.

За перемогу у турнірах нараховувались пункти:
- обов'язкові турніри — 1000,
- турніри "Premier 5" — 900,
- турніри "Premier" — 470.

Згідно з реорганізацією сітки 2021 року обов'язкові турніри та турніри "Premier 5" утворили нову категорію WTA 1000, а турніри "Premier" перейшли до категорії WTA 500.

## Турніри
У 2020 до цієї категорії належали такі турніри:
| Турнір                                                          | Місто                      | Країна          | Покриття | Призові ($) | Чемпіон 2019      | Чемпіон 2020                                         |
| Міжнародний турнір в Брисбені                                   | Брисбен                    | Австралія       | Хард     | $1,434,900  | Кароліна Плішкова | Кароліна Плішкова                                    |
| Міжнародний турнір в Аделаїді                                   | Аделаїда                   | Австралія       | Хард     | $782,900    | Новий турнір      | Ешлі Барті                                           |
| Жіночий трофей Санкт-Петербургу                                 | Санкт-Петербург            | Росія           | Хард     | $782,900    | Кікі Бертенс      | Кікі Бертенс                                         |
| Тенісний чемпіонат Дубай дьюті фрі                              | Дубай                      | ОАЕ             | Хард     | $2,643,670  | Белінда Бенчич    | Сімона Халеп                                         |
| Повністю відкритий чемпіонат Катару 2020                        | Доха                       | Катар           | Хард     | $2,939,695  | Елісе Мертенс     | Аріна Соболенко                                      |
| Відкритий чемпіонат BNP Paribas (Бі-Ен-Пі Паріба)               | Індіан-Веллс               | США             | Хард     | $8,761,725  | Б'янка Андреєску  | Скасовано через пандемію коронавірусної хвороби 2019 |
| Відкритий чемпіонат Маямі представлений Itau (Ітау)             | Маямі                      | США             | Хард     | $8,761,725  | Ешлі Барті        | Скасовано через пандемію коронавірусної хвороби 2019 |
| Відкритий чемпіонат Volvo Car (Вольво Кар)                      | Чарлстон                   | США             | Ґрунт    | $782,900    | Медісон Кіз       | Скасовано через пандемію коронавірусної хвороби 2019 |
| Тенісне гран-прі Porsche (Порше)                                | Штутгарт                   | Німеччина       | Ґрунт    | $820,977    | Петра Квітова     | Скасовано через пандемію коронавірусної хвороби 2019 |
| Відкритий чемпіонат bett1 (бетт1)                               | Берлін                     | Німеччина       | Трава    | $1,022,899  | Новий турнір      | Скасовано через пандемію коронавірусної хвороби 2019 |
| Міжнародний турнір Nature Valley (Нейчер Веллі)                 | Істборн                    | Велика Британія | Трава    | $998,712    | Кароліна Плішкова | Скасовано через пандемію коронавірусної хвороби 2019 |
| Mubadala (Мубадала) Кремнієва долина Классік                    | Сан-Хосе                   | США             | Хард     | $876,183    | Чжен Сайсай       | Скасовано через пандемію коронавірусної хвороби 2019 |
| Кубок Rogers (Роджерс) представлений Національним Банком Канади | Торонто / Монреаль         | Канада          | Хард     | $2,830,000  | Б'янка Андреєску  | Скасовано через пандемію коронавірусної хвороби 2019 |
| Відкритий чемпіонат Western & Southern (Вестерн енд Саузерн)    | Мейсон / Нью-Йорк (у 2020) | США             | Хард     | $1,950,079  | Медісон Кіз       |                                                      |
| Mutua (Мутуа) Відкритий чемпіонат Мадриду                       | Мадрид                     | Іспанія         | Ґрунт    | $7,801,990  | Кікі Бертенс      | Скасовано через пандемію коронавірусної хвороби 2019 |
| Міжнародний чемпіонат Італії BNL (Бі-Ен-Ел)                     | Рим                        | Італія          | Ґрунт    | $2,098,290  | Кароліна Плішкова |                                                      |
| Відкритий чемпіонат Китаю                                       | Пекін                      | КНР             | Хард     | $8,285,274  | Наомі Осака       | Скасовано через пандемію коронавірусної хвороби 2019 |
| Дунфен Мотор (Dongfeng Motor) Відкритий чемпіонат Уханю         | Ухань                      | КНР             | Хард     | $2,828,000  | Аріна Соболенко   | Скасовано через пандемію коронавірусної хвороби 2019 |
| Відкритий чемпіонат Чженчжоу                                    | Чженчжоу                   | КНР             | Хард     | $1,000,000  | Кароліна Плішкова | Скасовано через пандемію коронавірусної хвороби 2019 |
| ВТБ Кубок Кремля                                                | Москва                     | Росія           | Хард     | $795,200    | Белінда Бенчич    |                                                      |
| Торей (Toray) Пан-тихоокеанський чемпіонат                      | Токіо                      | Японія          | Хард     | $823,000    | Наомі Осака       | Скасовано через пандемію коронавірусної хвороби 2019 |

* сірим — обов'язкові турніри